# Naná (película de 1944)
Nana es una película mexicana de 1944 dirigida por Celestino Gorostiza y Roberto Gavaldón. La película es una adaptación de la novela Nana de 1880 de Émile Zola, y es la última película de la estrella mexicana Lupe Vélez.

## Argumento
La trama sigue la historia de Nana, una mujer de origen humilde que asciende en la sociedad parisina del siglo XIX gracias a su belleza y encanto. Convertida en una famosa actriz y cortesana, Nana seduce y manipula a diversos hombres poderosos, llevando a muchos de ellos a la ruina. La historia retrata las hipocresías de la sociedad burguesa y la forma en que el deseo y la corrupción influyen en el destino de sus personajes.

## Producción
La película fue producida en México en un momento en el que la industria cinematográfica del país se encontraba en plena época de oro. La dirección estuvo a cargo de Celestino Gorostiza y Roberto Gavaldón, cineasta que más adelante sería reconocido por sus contribuciones al cine negro mexicano.

## Recepción
A pesar de no haber alcanzado el mismo reconocimiento que otras adaptaciones de la novela de Zola, Nana (1944) es valorada como un documento importante dentro del cine mexicano. La película adquirió un carácter simbólico al ser el último proyecto cinematográfico de Lupe Vélez, una de las actrices más destacadas de la década de 1930 en Hollywood y México.

## Adaptaciones
La novela de Émile Zola ha sido adaptada al cine en varias ocasiones, tanto en Europa como en América. La versión mexicana de 1944 es una de las pocas realizadas en el mundo hispanohablante y constituye un esfuerzo por trasladar la historia de Zola a un público latinoamericano.

## Reparto
- Lupe Vélez como Nana
- Miguel Ángel Ferriz como Muffat
- Chela Castro como Rosa Mignon
- Crox Alvarado como Fontan
- Luis Alcoriza como De Fauchery
- Conchita Gentil Arcos como Zoe